# E=MC² (албум)
E=MC² је други уживо албум Парног ваљка.
Концертни албум поводом 10 година Парног ваљка. Овај албум је као наставак Концерта – на њему се изводе само песме од 1983. до 1985. године. Албум је снимљен у Дому спортова у Загребу. Нема посебних гостију и посебних аранжмана.

## Постава
- вокал - Аки Рахимовски
- бубњеви - Паоло Сфеци
- бас — Срећко Кукурић
- гитара - Хусеин Хасанефендић - Хус

### Гости
- гитара – Зоран Цветковић – Зок
- клавијатуре – Тони Остојић